# Volksopfer für Wehrmacht und Volkssturm
Das Volksopfer für Wehrmacht und Volkssturm  (auch  Volksopfer 1945) war eine 1945 ausgerufene Aktion der 
nationalsozialistischen Regierung, um Ausrüstungsgegenstände und Bekleidung zu sammeln.
Am 5. Januar 1945 riefen Joseph Goebbels, Heinrich Himmler und Walther Funk gemeinsam zu dieser Sammelaktion auf. Vom 7. bis 28. Januar 1945 sollten Kleidung und Ausrüstungsgegenstände für Volkssturm und Wehrmacht gespendet werden. Reichserziehungsminister Bernhard Rust ordnete an, in sämtlichen Schulen auf die Bedeutung der Sammlung hinzuweisen; Reichsminister Lammers befahl, alle nicht zum Dienstgebrauch unbedingt benötigten Beamtenuniformen abzugeben.
Joseph Goebbels diktierte am 13. Januar 1945 dazu für sein Tagebuch: „Die große Textilsammlung, die unter dem Titel ‚Volksopfer’ läuft, hat sich sehr gut angelassen. Wir hoffen, daß wir zum gewünschten Ergebnis von 100000 Tonnen kommen. Wenn wir dies Ergebnis erreichen, würden wir damit aus allen momentanen Schwierigkeiten herauskommen.“
Die Nationalsozialistische Deutsche Arbeiterpartei (NSDAP) eröffnete im Reichsgebiet insgesamt 60.000 Annahmestellen. Im gesamten Reichsgebiet konnten durch die – später bis zum 11. Februar 1945 verlängerte – „Volksopfer-Sammlung“ 80.000 Tonnen Textilien eingesammelt werden.
Am 10. Januar 1945 erließ Adolf Hitler eine Verordnung (RGBl. I, S. 5), die denjenigen die Todesstrafe verhieß, die Sammlungsstücke unterschlagen würden.